# 현악 사중주 6번 (베토벤)
《현악 사중주 6번 내림나장조, 작품번호 18-6》는 루트비히 판 베토벤에 의해 쓰인 여섯 개의 현악 사중주, 작품 번호 18 세트의 마지막 여섯 번째 작품이다.

## 개요
여섯 개의 사중주, 작품 번호 18 세트는 베토벤이 그의 친구이자 바이올린 연주자였던 카를 아멘다의 고용주였던 요제프 프란츠 폰 롭코비츠 공작을 위한 임무를 수행하기 위해 1798년에서 1800년 사이에 작곡한 것으로, 하이든이 형식을 확립하고 모차르트가 생명력을 입힌 고전 현악 사중주의 총체적인 숙달성을 보여주는 것으로 여겨진다.
여섯 개의 사중주는 세트로서 1801년에 빈의 트란퀼로 몰로 출판사를 통해 각각 세 개의 사중주로 구성된 두 권의 책으로 출판되었다. 헌정은 세트의 의뢰자였던 롭코비츠 공작에게 이루어지고 았다. 각 사중주들의 장르 일련 번호는 그들의 작곡된 순서와 일치하지 않는다. 두주를 읽어보면, 베토벤은 현악 사중주 1번에서 6번까지를 3·1·2·5·4·6번의 순서로 작곡했음을 알 수 있고, 따라서 이 현악 사중주 6번은 작품 번호 18 세트에서 여섯 번째로 작곡된 것으로 명백하게 판단할 수 있지만, 사실 베토벤은 1800년에 세트에 관한 작업을 끝낸 후에 여섯 개의 사중주 모두를 다시 재정렬 했기 때문에, 각 사중주들의 장르 일련 번호는 그들의 작곡된 순서와 반드시 일치하지는 않는다고 볼 수 있다.
세트 중 가장 먼저 작곡된 사중주는 3번으로 보인다. 작곡가가 순서를 바꾼 이유는 분명히 사중주의 특성 때문일 것이다; 1번에서 3번까지는 일반적으로 전통적인 형태를 고수하는 반면, 4번에서 6번까지는 상당히 비정통적이고 스타일이 다양하다. 하지만 베토벤이 작품들의 일련 번호를 그렇게 배열한 또 다른 이유가 있었을 수도 있다; 후자의 세 개는 모두 과거에 대한 실질적인 언급을 포함하고 있는데, 4번와 5번은 하이든, 혹은 모차르트에 대한 존경을 보여주고 있고, 6번은 베토벤 자신의 과거로부터의 조각 모음곡으로 나타난다. 여전히, 두 사중주 그룹은 모두 가치가 있으며, 특히 6번은 2악장과 4악장에서 베토벤의 성숙한 면모를 엿볼 수 있다.

## 구성
작품은 세트의 다른 모든 사중주와 마찬가지로 4악장 형식을 따른다:
1. Allegro con brio
2. Adagio ma non troppo
3. Scherzo. Allegro - Trio
4. La Malinconia. Adagio – Allegretto quasi Allegro

연주 소요 시간은 24분 정도이다.

### 제1악장. 알레그로 콘 브리오
내림나장조, 소나타 형식, 2/2 박자.
혁신적인 것은 거의 도입하진 않았지만, 음악적 환락을 제공하고 있다. 즐거운 주요 주제는 이미 특질있는 베토벤의 긴박함을 포함하고 있다. 두 번째 주제는 덜 추진적이고, 시작에서는 거의 위엄있는 성격을 띠지만, 결국에는 비등과 조증으로 변한다. 소재가 반복된 후 전개부가 이어진다. 여기에서의 음악은 좀 더 진지하고 심지어 긴장된다. 음악이 갑자기 멈추고, 후반부에서 발생하는 약간의 교묘한 농담은 청자의 관심을.  사로 잡는다. 전개부가 끝나면 주요 소재가 다시 들리고, 악장이 끝을 맺는다.

### 제2악장. 아다지오 마 논 트로포
내림마장조, 2/4 박자.
훌륭한 아름다움과 단순함을 지닌 아다지오이다. 하지만, 이 작곡가의 경우에 종종 그러하듯이, 그의 단순함은 정교함을 가지고 있다. 순진한 성격에 완벽하게 적합한 악기로 옷을 입은 순수한 음악으로 나타난다. 대체 멜로디도 단순하고 사랑스럽다. 주요 주제가 돌아오면 짧은 코다가 이어진다. 이 악장은 이 작품에서 가장 감각적이지 않은 악장이지만, 가장 효과적일 수 있다.

### 제3악장. 스케르초. 알레그로 — 트리오
내림나장조, 3/4 박자.
스케르초가 뒤이어 일어난다. 알레그로 표시는 바쁘고, 수다스럽고, 기쁨과 유머로 가득한 악장임을 나타내며, 아다지오와의 대조를 통해 그것을 더 강하게 느끼게 한다.

### 제4악장.라 말린코니아. 아다지오 — 알레그레토 콰지 알레그로
내림나장조, 2/3 박자 — 3/8 박자.
이 피날레는 처음에 아다지오로 표시되고 나중에 알레그레토 콰지 알레그로로 표시되고 있는데, 아마도 이 작품에서 가장 복잡한 악장일 것이다. 사중주의 다른 어떤 것과 달리 어둡고 느린 서주로 시작한다. 악장의 1/3 동안 분위기는 신비스럽고 강렬하다. 알레그레토 부분이 시작되면, 베토벤은 청취자를 첫 번째 악장의 과거 회고적인 기쁨으로 되돌려 놓는 것이 아니라, 보다 현대적인 기쁨의 소리로 돌아간다. 주제의 성격은 분명히 하이든과 모차르트의 언어에 뿌리를 두고 있지 않으며, 앞으로 다가올 베토벤 자신의 스타일을 보다 더 예고하고 있다.